# Свячене

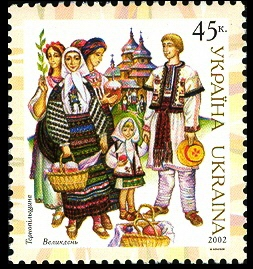

Свяче́не (пол. święconka — święcone; нім. österliche Fleischweihe, Fleischweihe (Speisenweihe);) — назва їжі (переважно яєць, пасок, бабок, м'яса, хрону, тощо) посвяченої — покропленої святою водою, на Великдень (в останні роки і у Страсну Суботу) в православних, греко-католицьких і в римокатолицьких церквах України та деяких інших країн.

## Свячене

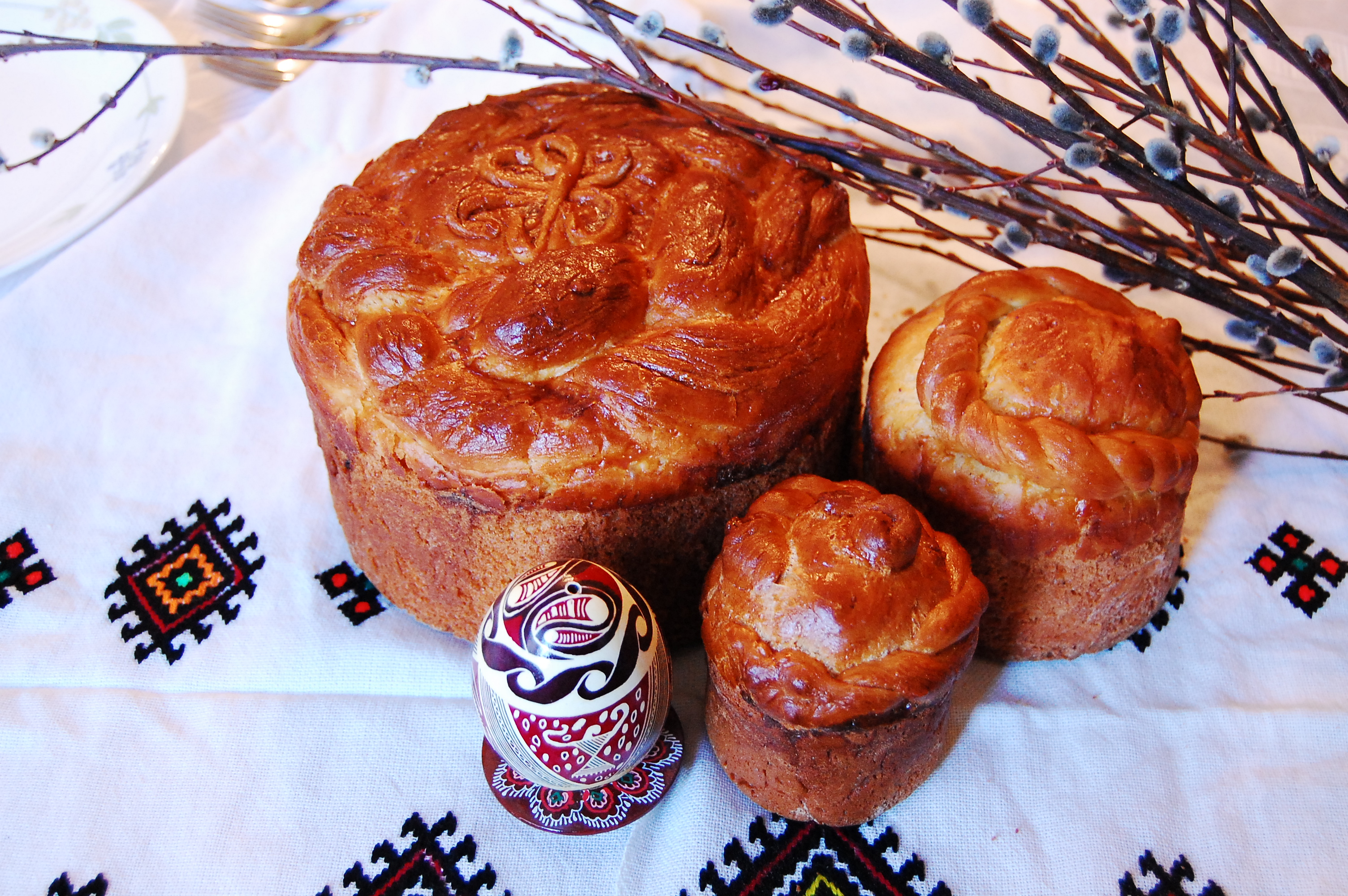
Паски

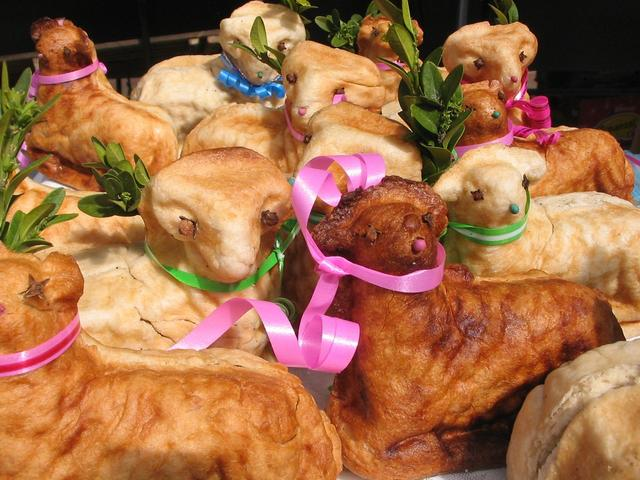
Великодні баранчики

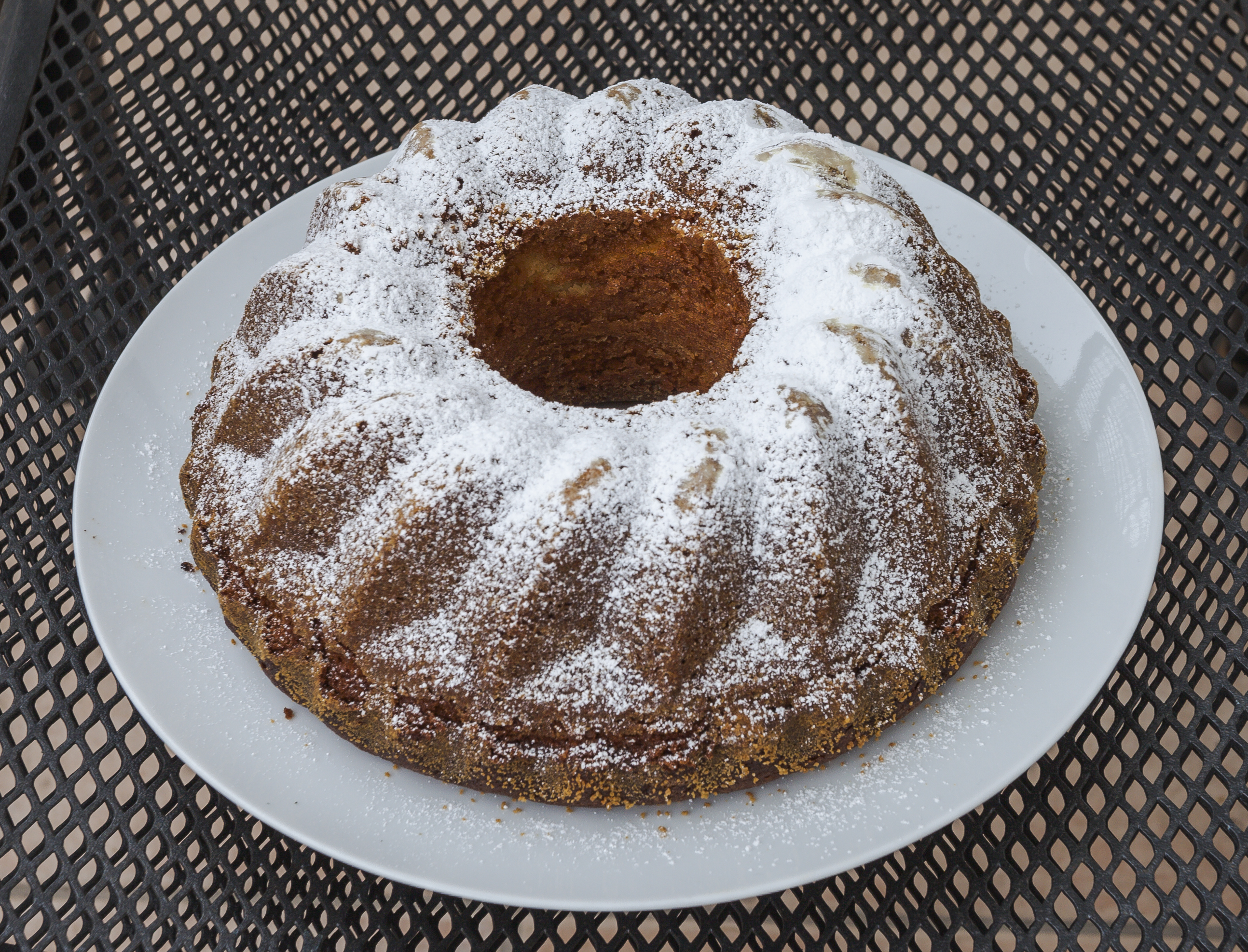
Великодня бабка

Їжа, що входить до складу святкового кошика:
- яйця, (символ нового життя), різнокольорові писанки, крашанки — фарбовані одним кольором яйця;
- баранчик з тіста (давніше з вершкового масла[2] або тіста) в спеціальних формах, пізніше з цукру або з шоколаду, із прапорцем з написом Алилуя, що символізує воскресіння Ісуса Христа;
- паска (святковий хліб, пасха, нім. Osterbrot; Paasbrood, італ. pane votivo)
- бабка — солодка паска
- кухонна сіль (яка мала захищати від гріха);
- ковбаса, м'ясо;
- хрін;
- мед;
- перець;
- сир, який відображає зв'язок людини з природою і подяку за дари, які ми отримуємо від тварин.

Паски завжди були круглі, деколи доходили до величини колеса від воза, прикрашені зверху хрестами, пташками чи «зозульками». Кошик, як правило, виготовлений із верби пурпурової, прикрашений листям самшиту або барвінком.

## Свячене в Україні

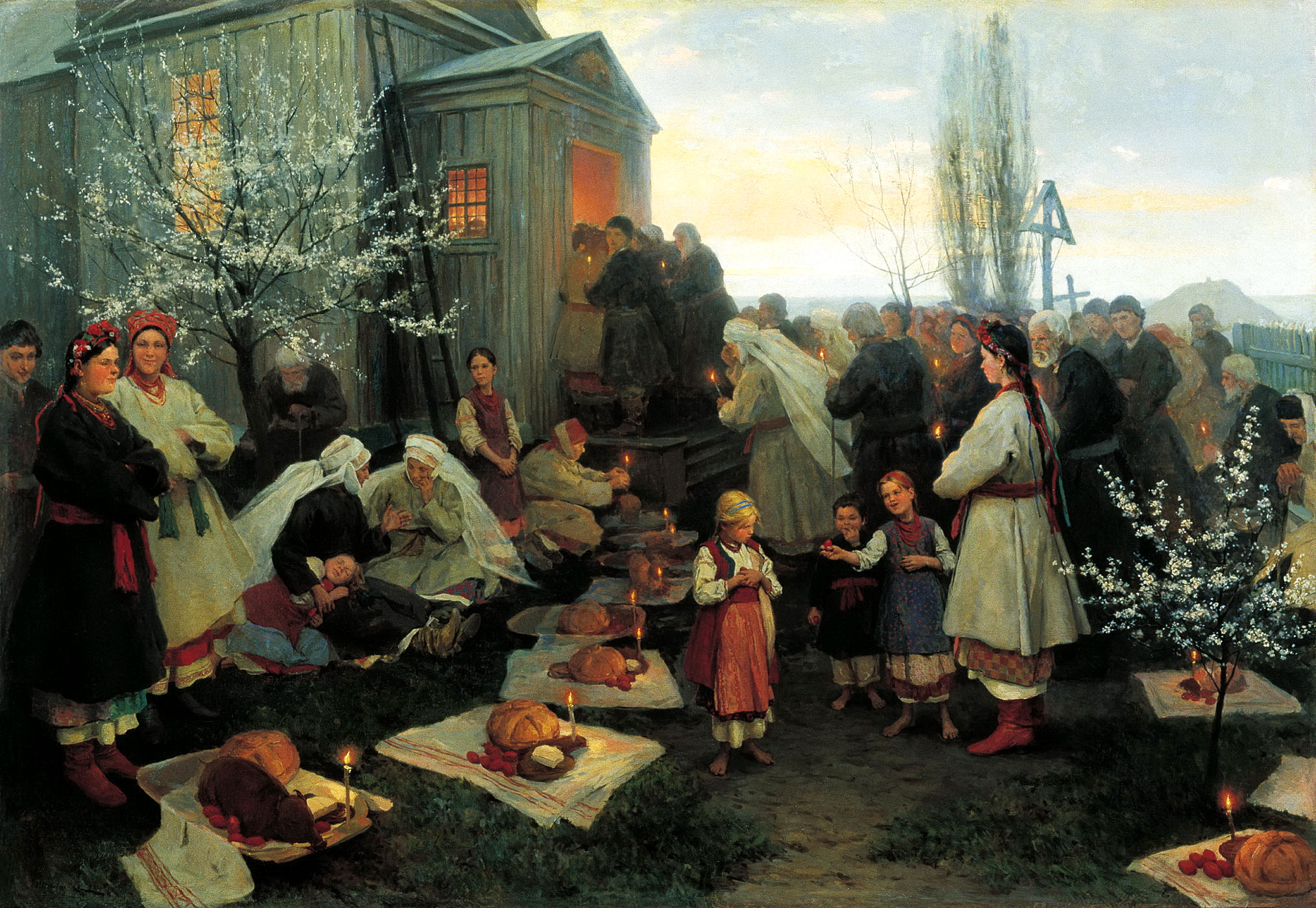
Микола Пимоненко. Великодня утреня

### Рідновіри
Одним з найголовніших свят у році є (Великдень, яке має багато звичаїв.

### Християни
Одним з найголовніших свят у році є Пасха, що має багато звичаїв, часто дохристиянського походження. До них належить традиція фарбування яєць і випікання паски. У різних регіонах України були поширені легенди, в яких розповідається чому почали фарбувати яйця до Великодня.
- Легенда, записана Іваном Франком на Гуцульщині, оповідає, що коли римляни схопили Ісуса, Марія хотіла вмовити Понтія Пілата відпустити її сина. Вона цілу ніч робила писанки й крашанки, а вранці понесла їх у кошику щоб подарувати їх Пілатові, про́сячи, щоб він помилував її сина. Але Пілат відповів, що вона прийшла запізно, бо його вже стратили. Почувши це, Марія зомліла, а писанки покотилися по всьому світу.[3]

Великодня Служба Божа триває цілу ніч. Освячення у святкових кошиках обрядових пасхальних страв: писанок, пасок, ковбас, хрону та інших страв (залежно від місцевості) починається опівночі, коли священик сповіщає «Христос воскрес!», а всі присутні відповідають «Воістину воскрес!». Для освячення кошиків їх окроплюють святою водою (хрещенською або стрітенською). Обряд освячення страв для великоднього столу може виконувати священик або диякон, а також випускник семінарії.
Чепурний святкові кошики прикрашають вишиваними рушниками, замаюють китичкою весняних квітів, барвінком і свічками. Особливим було ставлення до рушника, в якому святили паску. Його витягали, коли у жінки починались пологи, щоб легше було. Після церковної служби розходяться по домівках і починають «розговлятися», насамперед, освяченим яйцем. Крім паски та яєць (крашанок та писанок), серед освяченого може бути смаженина, ковбаса, риба, сир, часник, полин, хрін, сіль та вино, баранчик — символ Ісуса Христа, ягнятка Божого. Люди вірили, що покладений у кошичок баранчик гарантуватиме прихильність сил природи і оберігатиме від стихійного лиха. Свячене споживають всією родиною підчас святкового великоднього сніданку
Вдома вся сім'я сідала до святкового столу, а перед тим усі вмивалися із череп'яної миски з трьома червоними крашанками. Потім усією родиною молилися. Після молитви батько брав миску із свяченими стравами і тричі обходив стіл, після цього ділив свячені крашанки й паску, даючи кожному по шматочку зі словами: «Дай, Боже, і на той рік дочекатись світлого празника в щасті й здоров'ї». Починався обід з паски та яєць, потім їли шинку, порося та інше. Після розговіння збиралися на великодні ігри.
Наступного дня хлопці обливали дівчат водою, а ті дарували їм крашанки чи писанки. Цього ж дня ходили сім'ями в гості, обмінювались писанками.

## Свячене у світі

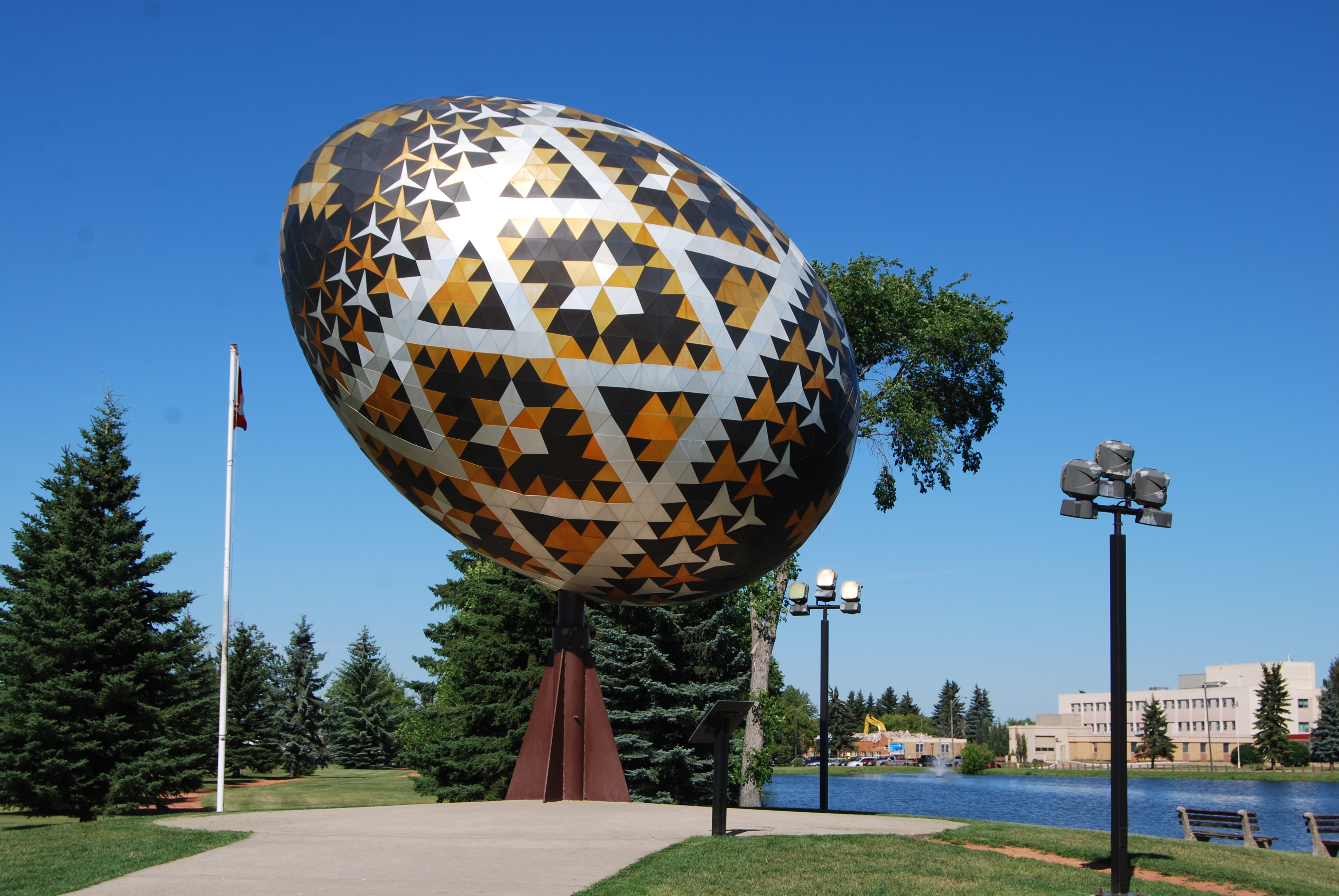
Українська писанка
у канадському місті Веґревіль

Крім України, традицію практикують в інших країнах світу, де живуть українці: Канаді, США, Південній Америці. Так наприклад великий відсоток населення Веґревіля в Канаді має українське походження, і Веґревільська писанка є другою за величиною в світі.
Святкові кошики освячуюють також у Польщі, австрійських регіонах Штирії, Каринтії, Південного Тіроля (Больцано) та Баварії, що межують зі Словенією. Свячене також означає святковий великодній сніданок. Цей звичай має ранньосередньовічну традицію, коріння, ймовірно, сягає ще поганських часів. Благословення їжі за традицією датується VII століттям, а з хлібом та яйцями зафіксоване з XII століття. Цей обряд був відомий у міланському, римському та староіспанському обрядах.

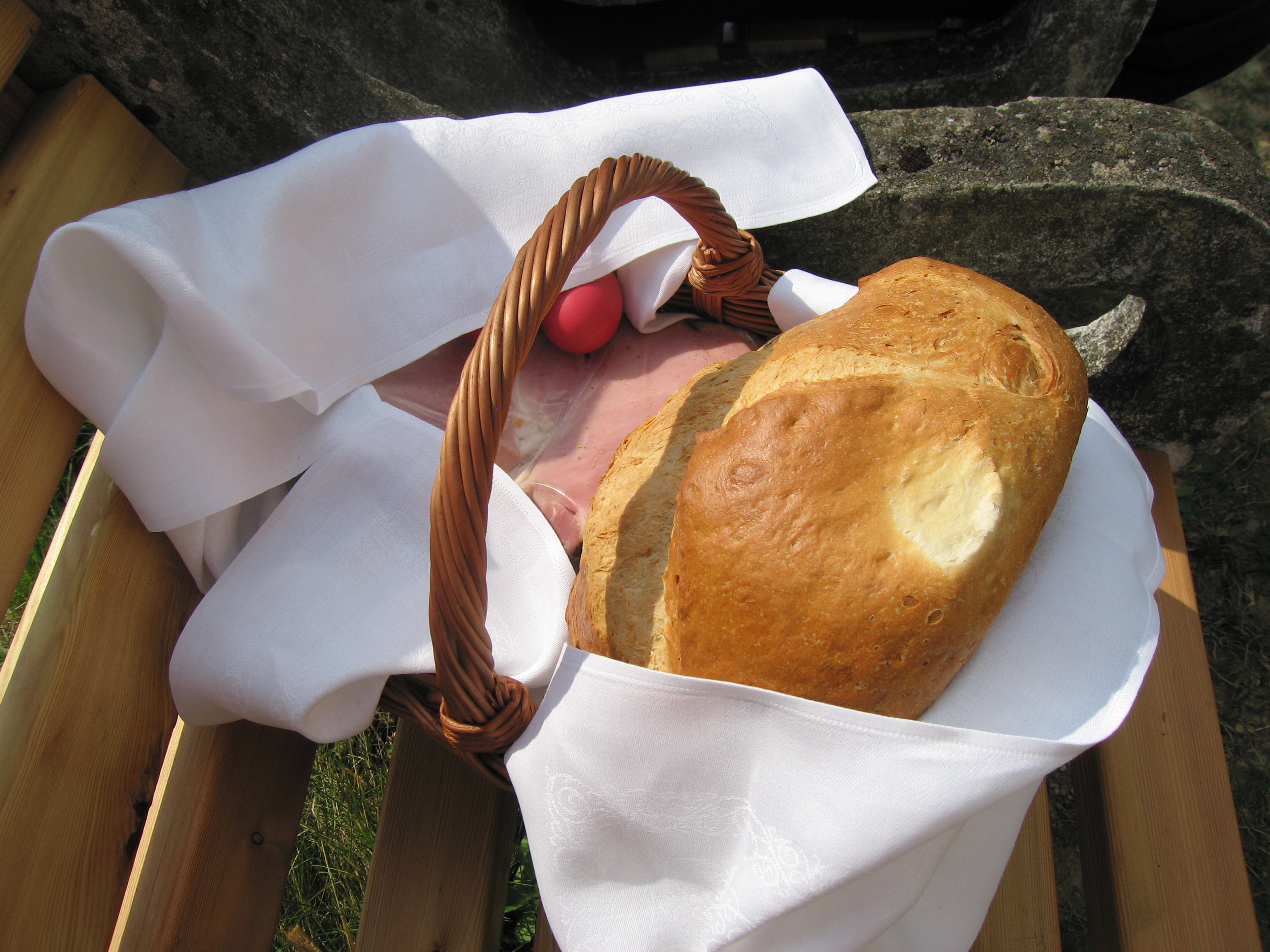
Традиційні великодні кошики в Штирії

Нині в багатьох місцевостях освячення страв відбувається не всередині, а перед храмом, де вірні на час обряду залишають кошики на відкритих столах. Благословення страв у традиційному вигляді збереглося до наших днів на півдні Австрії, на території Словенії в регіонах, населених Кочеварами та південною Німеччиною.
Для православних християн традиційним свяченим є солодкий хліб, який називають «бабка», в російській традиції його називають «куліч» або «пасха». Солодкий хліб має свою великодню традицію (під різними назвами) також у Білорусі, Україні, Угорщині, Чехії, Греції, Туреччині та Вірменії.
Обряд благословення їжі для великоднього столу може виконувати священик чи диякон, а також призначеним лектором, який є випускником духовної семінарії.

## Свячене в польській традиції

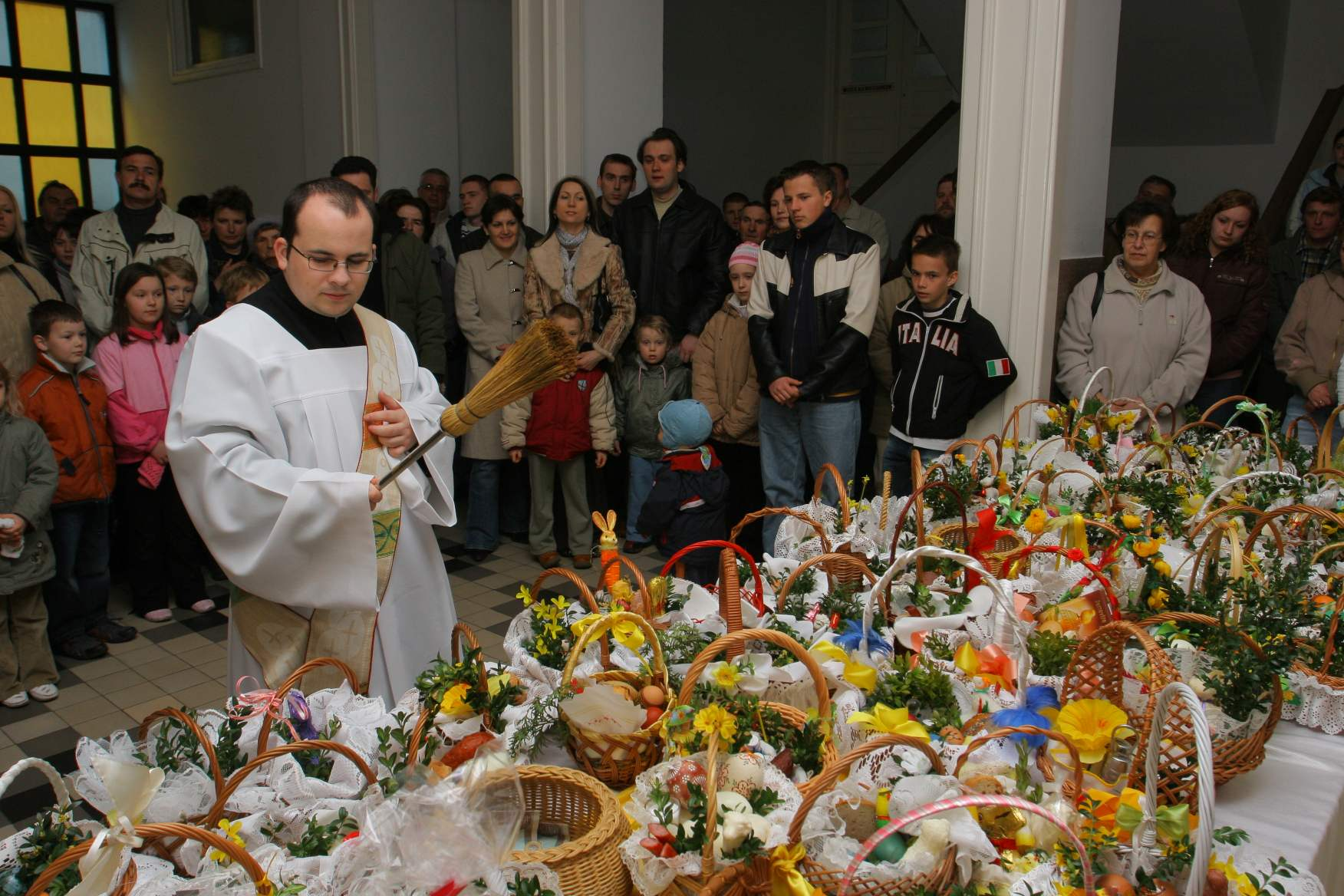
Благословення їжі в церкві дияконом. 2007

Прийняття цього обряду в Польщі підтвердили джерела з рубежу XIII i XIV століть. Евхологію свяченого уніфікувала потриденська реформа Rituale Romanum з 1614 року, в Польщі з 1631 року, відповідно до Пйотрковського ритуалу. Цей обряд зазнавав нападів від Реформації.
Цей звичай широко відомий у Польщі протягом століть. Однак у західних областях сучасної Польщі, які опинилися в її межах після Другої світової війни, благословення страв було майже невідомим. До 1945 року на Кашубщині тільки багачі (пол. gburzy) і дворяни в Велику суботу привозили кіньми настоятеля для посвячення святкової поживи. Так само в Сілезії на дворах шляхти відбувалося освячення страв у Велику Суботу. У Сілезії звичай свяченого поширився наприкінці 70-х та початку 80-х років ХХ століття, доходячи сюди одночасно із міграцією жителів центральної Польщі.
У всій Польщі поруч із м'ясом та випічкою на великодній стіл кладуть кошик із свяченим, незначні відмінності випливають лише з місцевих традицій.

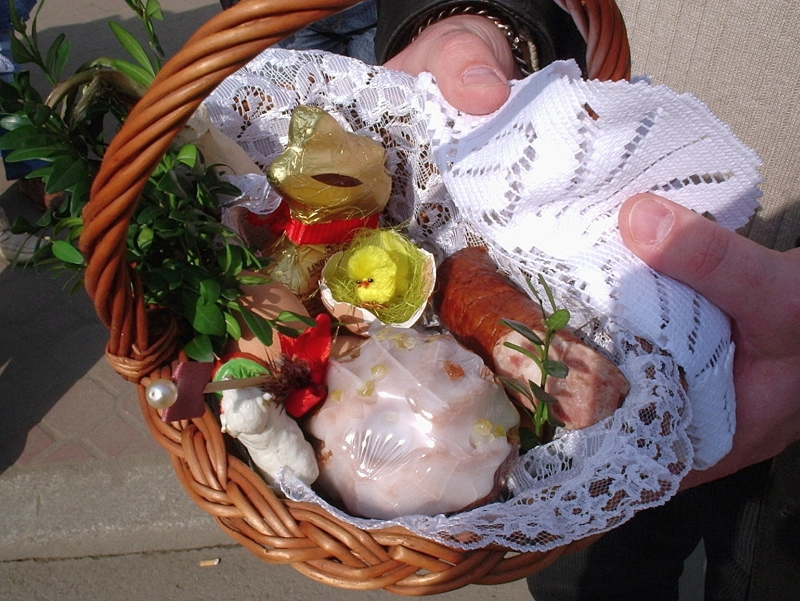
Великодній кошик з Сяноку

Пасхальний сніданок починається зі звичаю ділитися посвяченим яйцем, схожим за формою та символікою з різдвяним ламанням облатка. Старий звичай у селах полягав у тому, що, повертаючись із посвяченим, потрібно тричі обійти будинок за годинниковою стрілкою, що мало б вигнати злі сили з господарства. У заможних будинках на столі ставили смажена порося, часто з писанкою в роті. Поруч з ними стояли полумиски з м'ясом, шинкою, ковбасою та випічкою. Основною пасхальною випічкою до сьогодні залишився дріжджовий корж, так звана великодня паска. Також популярні мазурки (пол. mazurka). За даними Центру Досліджень Суспільної Думки (пол. CBOS) за 2000 рік, 95 % громадян Польщі беруть участь у звичаї посвячення їжі у Страсну Суботу. Окрім Польщі цей звичай можна зустріти і в Словаччині, і в цій частині Тешинської Сілезії, яку заселяють поляки, в Білорусі, а також серед польських емігрантів.
«Обійшовши по костелах обрядові гроби, готувалися до урочистої недільної процесії, до посвячення пасок і калачів, шолдр і яєць, щоби споживши разом яйце, винагородити м'ясом піст що вже набрид. Строкаті писанки з биттям яєць до перемоги забавляли дітей, печений баранчик молодь сільську та міську, що співала великодні пісні, обходила будинки після поливаного понеділка (пол. dyngusie), збираючи пожертви…»